# Tarek Chériki
Tarek Chériki (arabe : طارق شريكي) est un footballeur tunisien.
Il évolue durant toute sa carrière au poste de milieu de terrain au sein du Club africain.

## Carrière
- 1942-1951 : Club africain (Tunisie)

## Palmarès
- Championnat de Tunisie (2) :
  - Champion : 1947, 1948
  - Vice-champion : 1949